# Worland
Worland is een stadje in Washakie County in de staat Wyoming in de VS. Worland heeft 5.250 inwoners en één vliegveld, Worland Municipal Airport.